# Toronto Lions
Toronto Lions byl kanadský juniorský klub ledního hokeje, který sídlil v Torontu v provincii Ontario. V letech 1931–1939 působil v juniorské soutěži Ontario Hockey Association (později Ontario Hockey League). Své domácí zápasy odehrával v hale Maple Leaf Gardens s kapacitou 12 473 diváků.
Nejznámější hráči, kteří prošli týmem, byli např.: Gordie Drillon nebo Ross Wilson.

## Přehled ligové účasti
Zdroj: 
- 1931–1938: Ontario Hockey Association
- 1938–1939: Ontario Hockey Association (Skupina 2)